# Fábio Rodrigues
Fábio Capalbo Payão Rodrigues (ur. 26 lipca 1995) – brazylijski siatkarz, grający na pozycji przyjmującego. 

## Sukcesy klubowe
Mistrzostwo Brazylii:
- 2017

## Sukcesy reprezentacyjne
Mistrzostwa Ameryki Południowej Kadetów:
- 2012

Mistrzostwa Ameryki Południowej Juniorów:
- 2014[2]

Mistrzostwa Ameryki Południowej U-23:
- 2014